# Piazza dei Cinquecento
Piazza dei Cinquecento, in precedenza compresa nell'ampia piazza delle Terme e nota informalmente come piazza Termini, è una piazza di Roma sita di fronte alla stazione di Roma Termini al confine tra i rioni Esquilino e Castro Pretorio. La piazza, in larga parte occupata dal principale capolinea dei bus urbani della città, è compresa tra via Giovanni Giolitti, largo di Villa Peretti e via Marsala.

## Storia

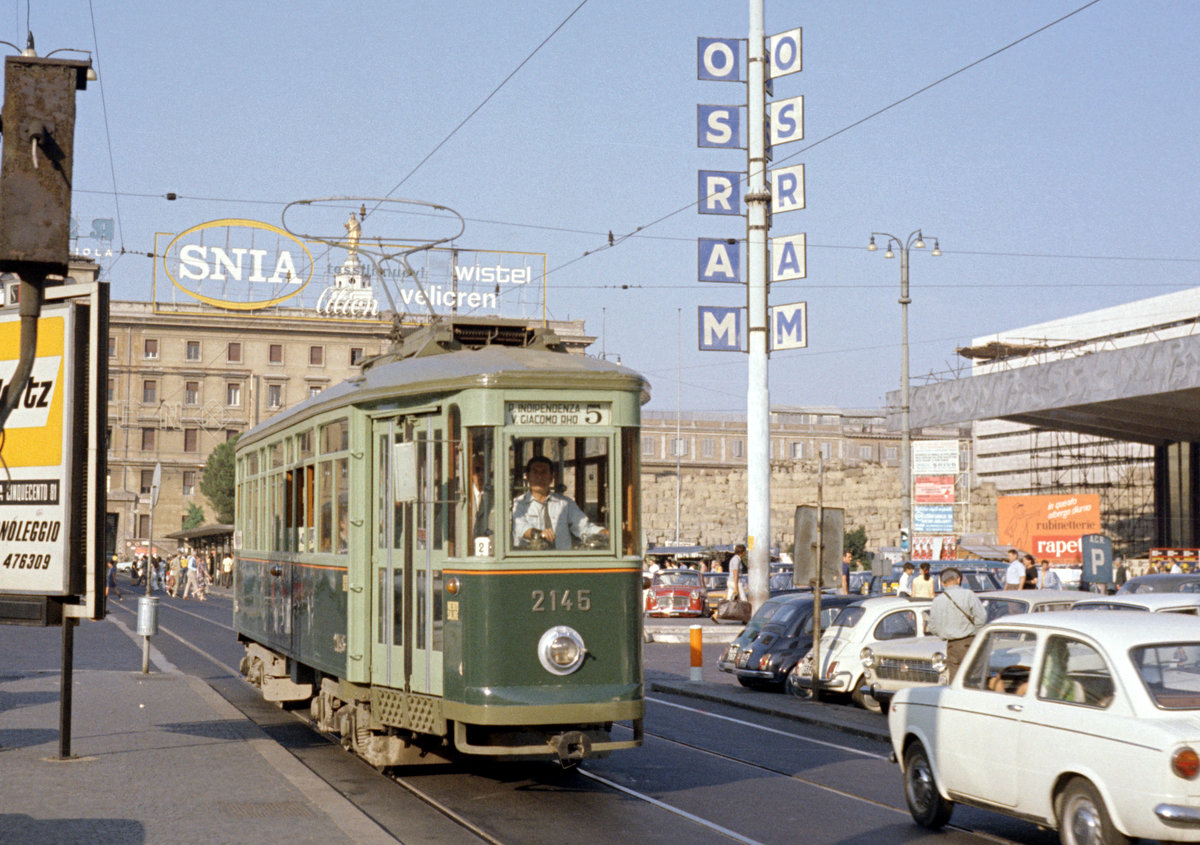
Piazza dei Cinquecento nel 1970, con il palo della lampada OSRAM.

L'area occupata dalla piazza corrisponde alla zona altissimus Romae locus descritta nella pianta di Roma redatta da Leonardo Bufalini nel 1551; tale denominazione era dovuta alla presenza di una statua di Roma seduta, poi identificata erroneamente con la Giustizia, fatta sistemare dal cardinal Felice Peretti (futuro papa Sisto V) sulla sommità dell'agger di Servio Tullio, l'antico rilevato difensivo con fossato che proteggeva la città di età regia sul pianeggiante versante nord-orientale, nei pressi della propria villa. Tale rilievo fu poi definito Monte di Giustizia.
Il Monte di Giustizia fu pian piano spianato nel corso dei lavori per la realizzazione della stazione ferroviaria tra il 1860 e il 1878 e la statua fu traslata ad Arsoli dai Massimo, divenuti proprietari della villa demolita per fare spazio al costruendo scalo ferroviario. Durante i lavori sono emersi anche alcuni tratti delle Mura serviane e resti di insulae, in larga parte demoliti o smantellati.

### Il Novecento
Nel 1916 il Consiglio comunale deliberò il riordino della vasta area nota come piazza delle Terme, nome derivato dalle vicine Terme di Diocleziano, ed assegnò allo spiazzo antistante la stazione la denominazione di piazza dei Cinquecento, in ricordo dei 548 italiani caduti nella battaglia di Dogali del 1887; nella piazza era infatti presente il monumento ai caduti di Dogali, realizzato da Francesco Azzurri e traslato nel 1924 in un giardino lungo viale delle Terme (attuale viale Luigi Einaudi), in vista dei lavori di riqualificazione della piazza in occasione del Giubileo del 1925. Tali lavori di riqualificazione furono tuttavia iniziati nel secondo dopoguerra e si conclusero nel 1950 con la piantumazione di alcuni pini domestici e la riorganizzazione del capolinea degli autobus.
Nel 1960 fu posizionata al centro della piazza la cosiddetta Lampada OSRAM, un lampione eretto dall'azienda tedesca OSRAM in occasione delle Olimpiadi di Roma con lampade a vapori di mercurio e smantellato tra il 1982 e il 1983. Tale lampada, particolarmente moderna per l'epoca, divenne un importante punto di riferimento per romani e non.

### Il Duemila

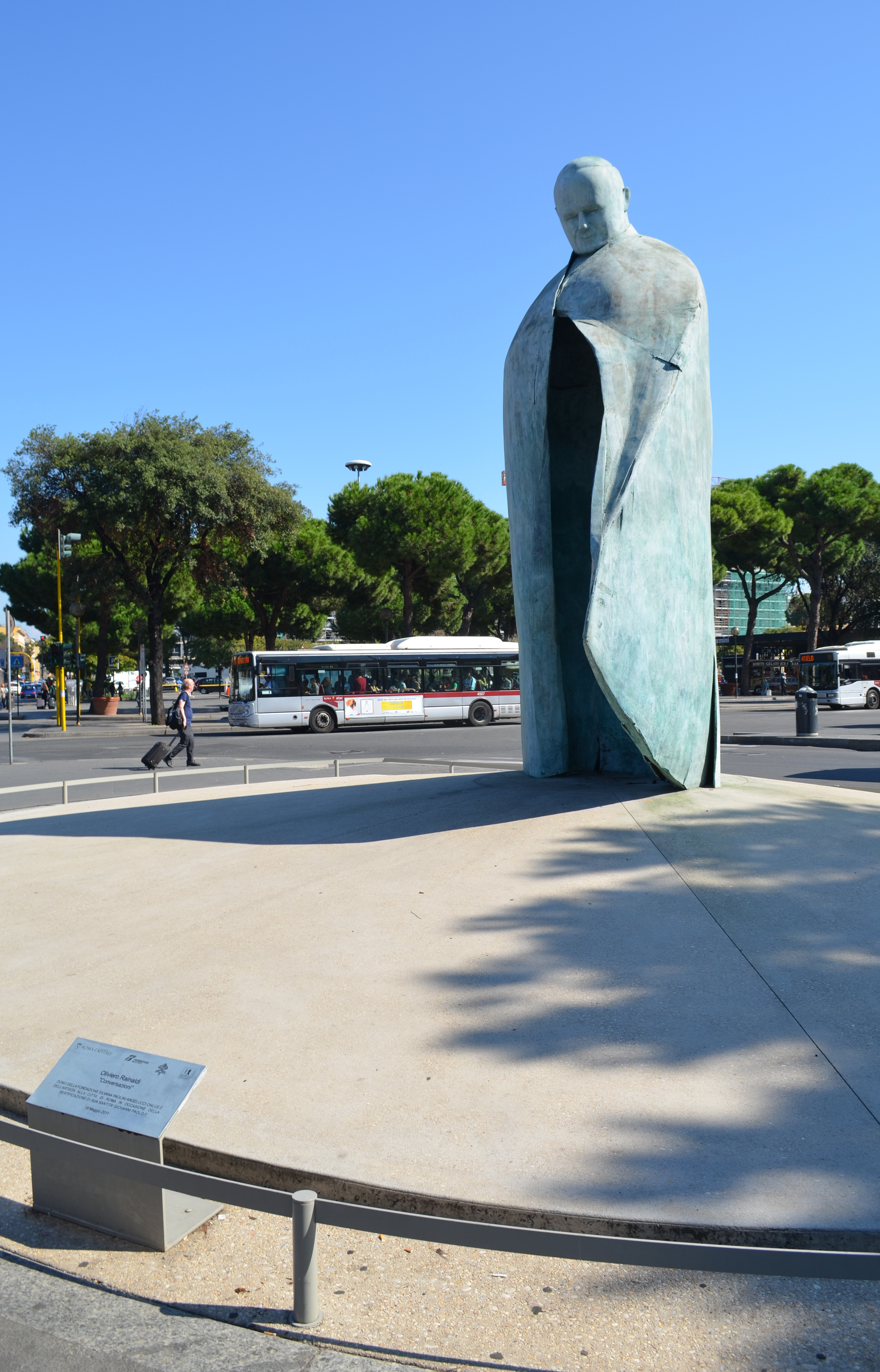
Il monumento a papa Giovanni Paolo II, che verrà mantenuto nella stessa posizione anche con il nuovo restyling della piazza nel 2025.

Il 18 maggio 2011 nella piazza in corrispondenza dell'incrocio con viale Enrico de Nicola è stato inaugurato il monumento a Giovanni Paolo II, realizzato dallo scultore Oliviero Rainaldi e accolto da numerose critiche che hanno spinto l'autore a rivedere l'opera, riposizionata in loco il 19 novembre 2012.

#### Il restyling del 2025
In occasione del Giubileo del 2025, si è deciso di rinnovare completamente la piazza, puntando su una migliore e più artistica disposizione degli alberi e floreale in generale, oltre a una maggiore ottimizzazione delle fermate degli autobus. Il 14 gennaio 2025 è stata aperta la parte principale della piazza rinnovata, reintroducendo anche il regolare servizio di capolinea delle linee di autobus. La conclusione completa dei lavori è prevista per l'estate 2026.

La nuova PIazza dei Cinquecento restaurata nel 2025
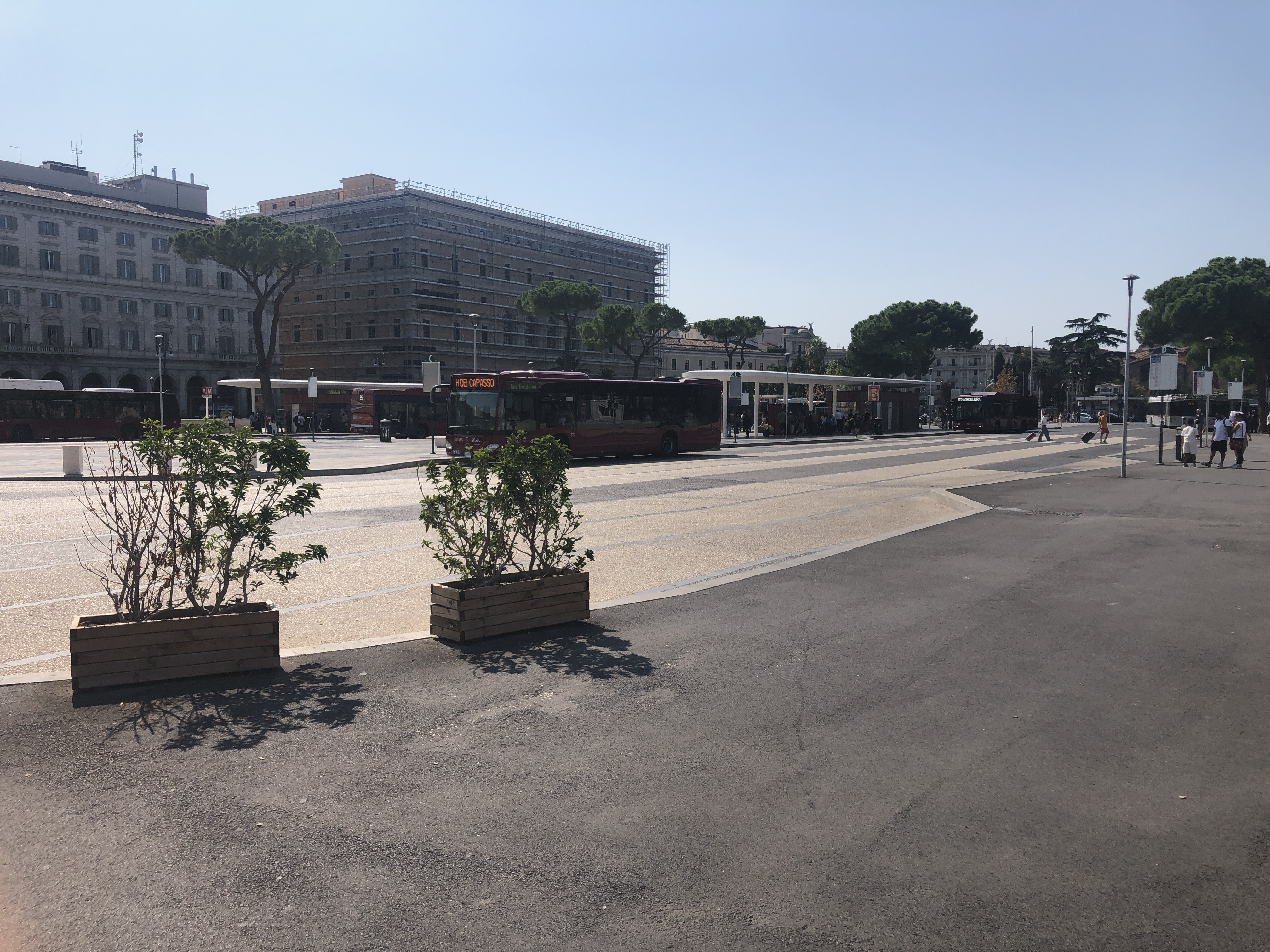
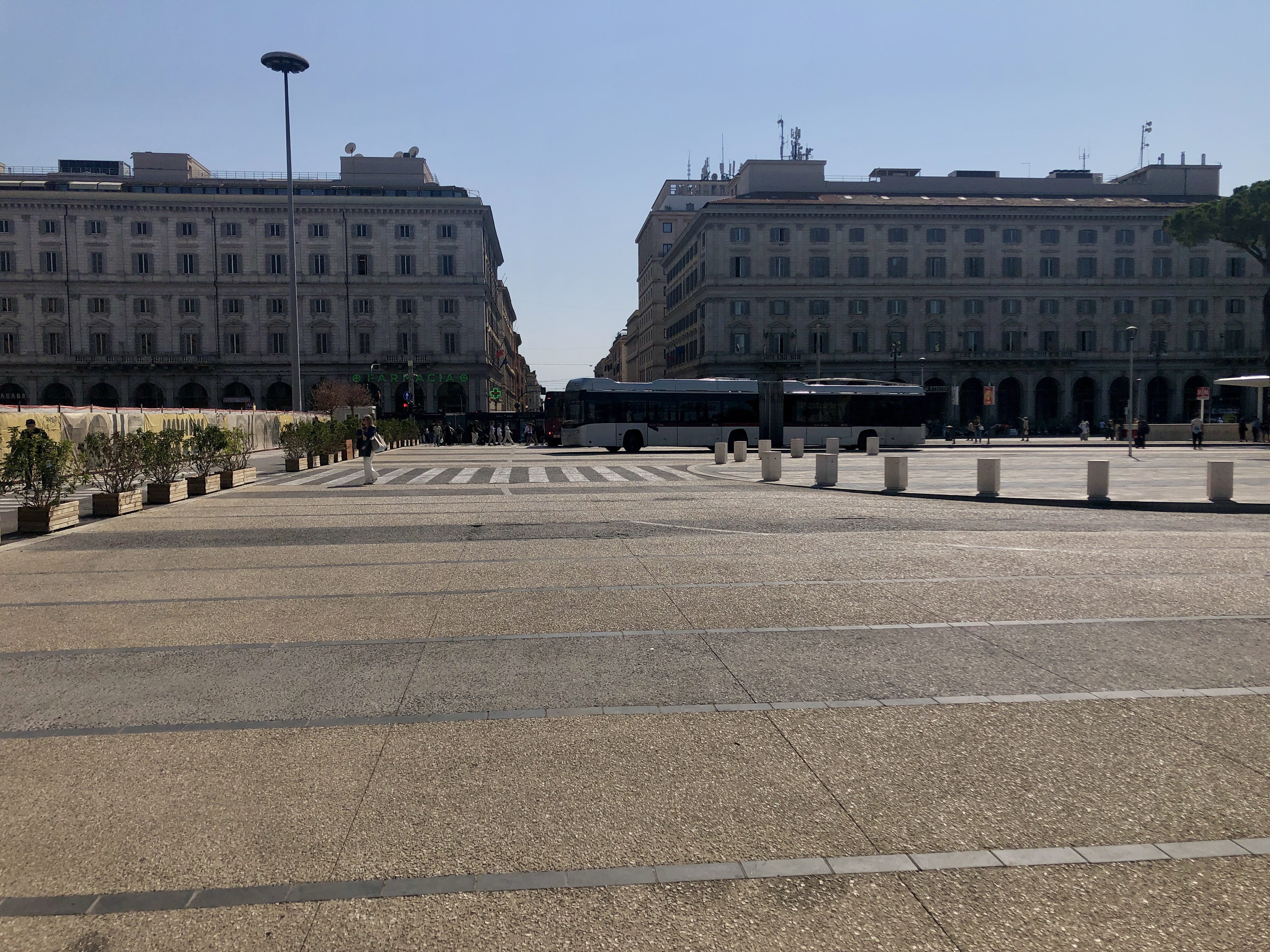
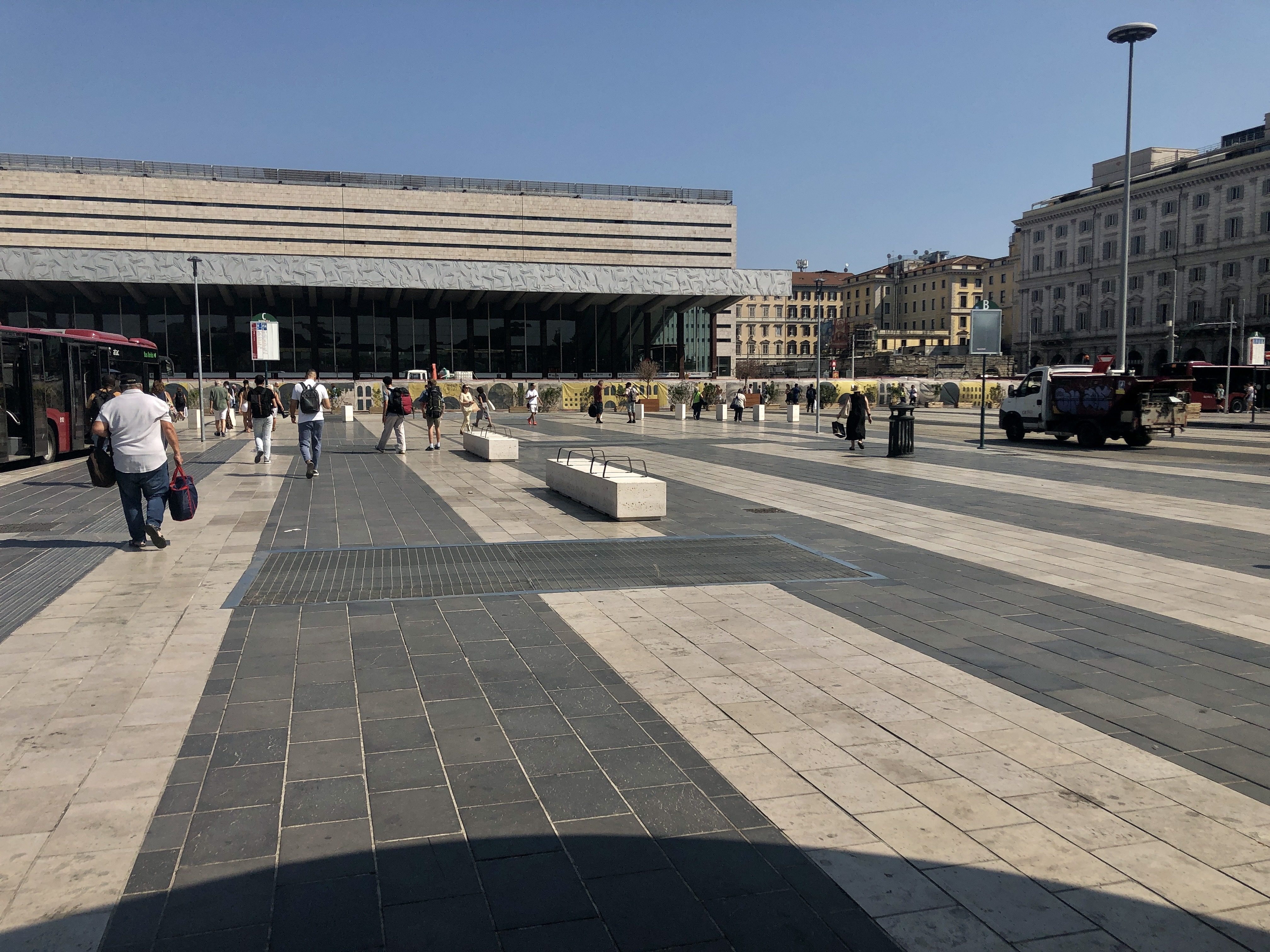
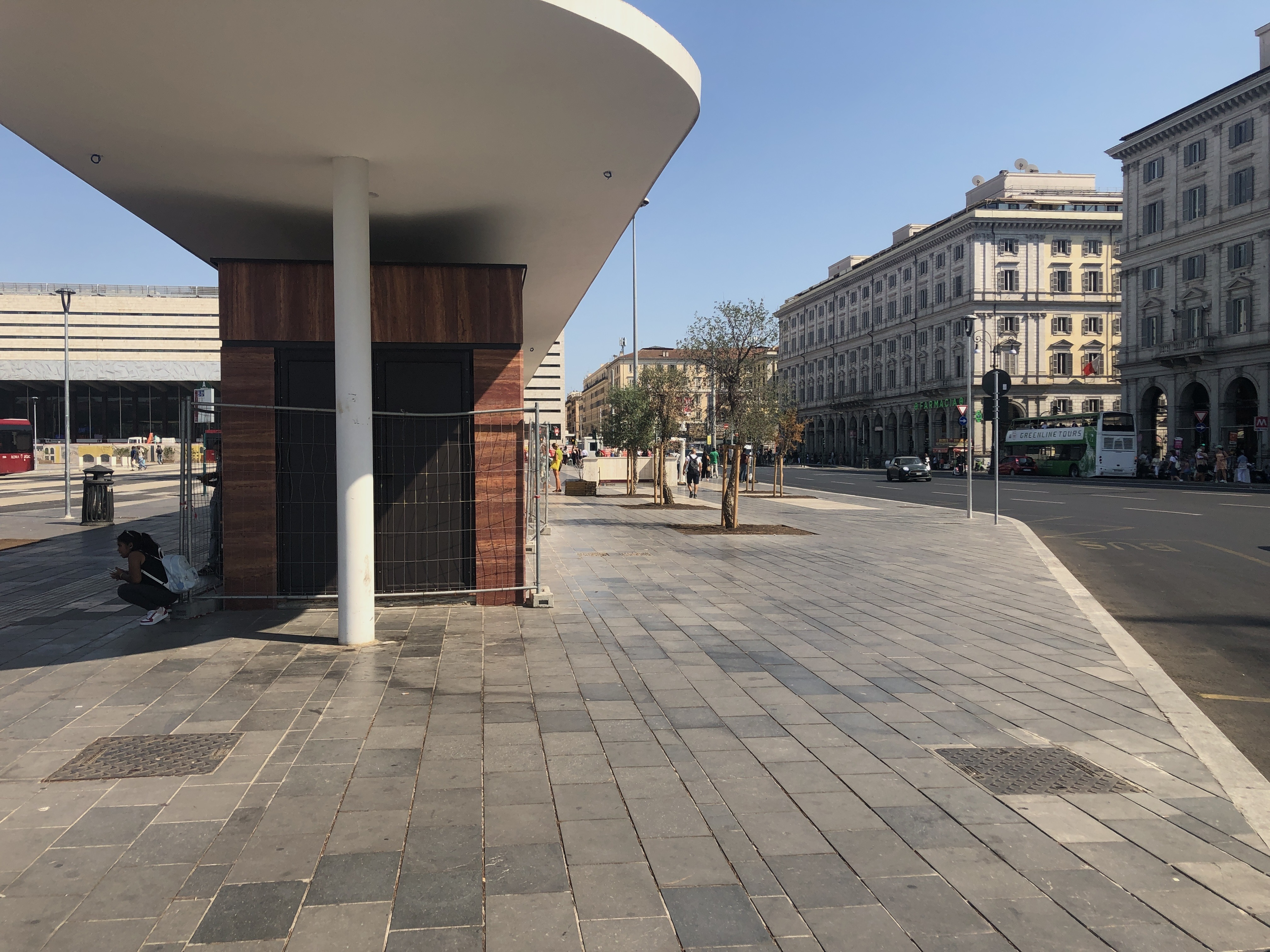
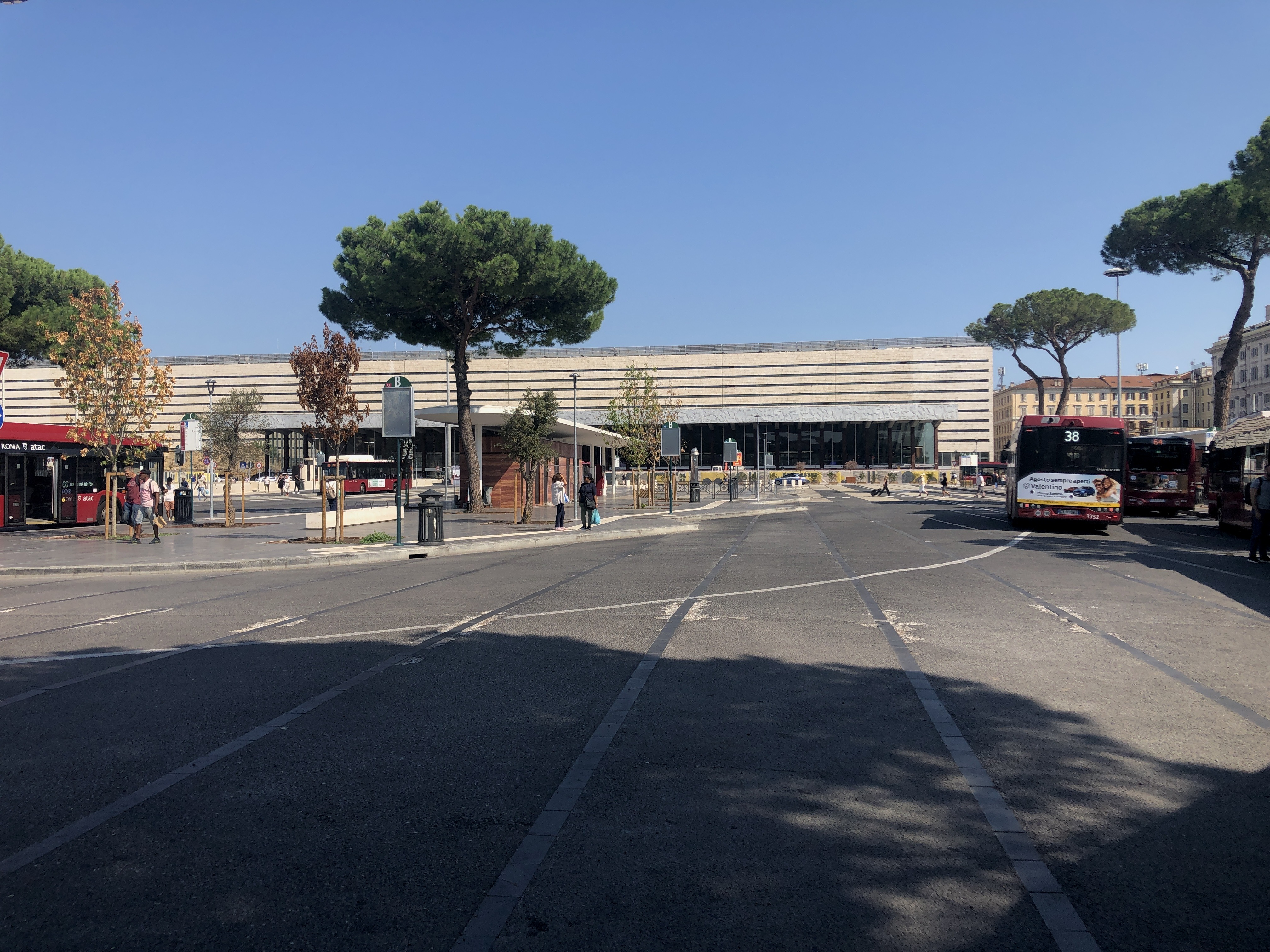

## Descrizione
La piazza ha una forma quadrangolare ed è compresa tra l'ingresso principale al fabbricato viaggiatori della stazione di Roma Termini, via Cavour, via Giovanni Giolitti, largo di Villa Peretti, viale Enrico de Nicola e via Marsala.
Gran parte del perimetro della piazza è occupato dal principale capolinea delle linee autobus urbane di Roma, presso cui transitano circa 20 linee diurne (inclusa la linea filoviaria 90) e 16 linee notturne a cui si aggiungono alcune linee bus turistiche ed una stazione per i taxi, e da un parcheggio di interscambio. Sulla piazza sono presenti anche diversi ingressi per la sottostante stazione della metropolitana mentre nel tratto compreso tra via Cavour e via Daniele Manin è situato il capolinea dei tram 5 e 14.
Accanto al fabbricato viaggiatori della stazione, sul lato di via Marsala, sono presenti alcuni resti delle Mura serviane mentre sul lato verso largo di Villa Peretti è presente il Monumento a Giovanni Paolo II, eretto nel 2011. Sulla piazza si affacciano Palazzo Massimo alle Terme e le Terme di Diocleziano, entrambe sedi del Museo Nazionale Romano, oltre che l'ex edificio delle Poste Telegrafi e Telefoni.

## Trasporti
| È raggiungibile dalla fermata Termini | del tram 5 |

| È raggiungibile dalla fermata Termini | del tram 14 |